# Алан Воттс
А́лан Воттс (англ. Alan Wilson Watts; 6 січня 1915 — 16 листопада 1973) — британський філософ, письменник і оратор, найбільш відомий як перекладач і популяризатор східної філософії для західної аудиторії. Воттс написав понад 25 книг і статей на теми, що є важливими для Східної та Західної релігій.

## Життєпис
Воттс народився в 1915 році в містечку Чізелхерст, Кент, Англія у сім'ї середнього достатку. Його батько був представником лондонського офісу компанії Michelin, мати — домогосподарка, походила з сім'ї місіонера. У зв'язку зі скромним достатком, сім'я воліла жити в сільській місцевості, і Алан, їх єдина дитина, виріс на природі, з дитинства знав напам'ять назви всіх рослин і комах. Ймовірно через вплив релігійної сім'ї своєї матері, в Алана зародився інтерес до вивчення першооснов всього на світі. Також Алан полюбляв читати художню літературу, особливо романтичні історії про таємничий Далекий Схід.
Пізніше Воттс записав свої містичні видіння, які він зазнав ще у дитинстві під час хвороби. У той час він перебував під враженням від східних пейзажів і гобеленів, подарованих його матері місіонерами, що повернулися з Китаю. Кілька китайських картин, які Воттс побачив в Англії, за його словами, абсолютно зачарували його: "Я був естетично зачарований абсолютною чистотою, відкритістю і ємністю китайського та японського мистецтва. Воно неначе витає в повітрі … ". Ці художні роботи акцентували увагу на взаємодії природи і людини — темі, яка пройшла через все життя Алана.
Освіту здобув в англіканській (протестантській єпископальній) школі (англ. Seabury-Western Theological Seminary, Еванстон, Іллінойс), де вивчав християнську скульптуру, теологію та історію Церкви. І де згодом отримав звання магістра теології.